# 臺中水湳機場
臺中水湳機場（簡稱水湳機場）是位於中華民國臺中市西屯區已拆除的機場，總面積約250公頃。水湳機場之名取自場址東方1公里處的水湳（今屬臺中市北屯區）。其功能已被鄰近軍民合用的清泉崗機場取代。

## 簡介
水湳機場建設於日治時代，當時是日本陸軍的軍用機場，同時也是臺中州境內唯一的民用飛行場，在當時亦開設與日本本土通航的定期航線，自此成為中臺灣地區航空交通的門戶長達50年。在第二次世界大戰期間，水湳機場也成為日軍神風特攻隊的基地。
1946年4月，水湳機場由中華民國空軍第三飛機製造廠（1942年4月1日於成都成立）接收，第一任廠長為雲鐸少將，二二八事件時是臺中市唯一未被民眾控制的軍事單位。1954年11月，空軍第三飛機製造廠改組為「空軍第二供應區部」（隸屬「空軍供應司令部」）與航空工業發展中心，成為臺灣航空工業的重鎮；自1950年代以後至1980年間臺灣所有自行製造的飛機，都是在此地生產與試飛。1977年7月1日，更名為「空軍第二後勤指揮部」（空軍二指部），改隸「空軍後勤司令部」；2005年10月31日裁撤。 
在1970年代之前，水湳機場一直是以軍用為主，是中華民國空軍運輸部隊的大本營。直到1971年成立「候機室」，水湳機場才轉型成為軍民合用機場；隨著臺灣省政府遷移至中臺灣地區，水湳機場也成為臺灣省政府航空隊與內政部警政署空中警察隊（2003年內政部警政署刑事警察局中部打擊犯罪中心也進駐，2005年空中警察隊改組為內政部空中勤務總隊）的基地。1993年元旦成為「臺中輔助站」（屬臺北國際航空站監管），1996年2月1日升格為「臺中航空站」。水湳機場周圍有逢甲大學、僑光科技大學與漢翔航空工業，隨著臺中市的都市發展與擴張，原本與市區尚有距離的水湳機場逐漸被市區建築包圍，影響到西屯區與北屯區的都市建設發展與房地產開發作業。
為了升格為國際機場，臺中航空站於2004年3月5日正式遷至清泉崗，水湳機場的民用部分停止運作。臺中市政府以水湳機場為主要用地，與周邊土地一同規劃成臺中水湳經貿生態園區。2007年12月22日，水湳機場大部分用地正式由中華民國國防部移交臺中市政府管理，中華民國總統陳水扁親自主持移交典禮。
2010年11月8日，利用舊水湳機場A15機棚重新裝修設置的臺中水湳經貿生態園區開發願景館啟用（位於河南路二段136號）。2012年8月，內政部空中勤務總隊第二大隊由水湳機場移駐清泉崗機場，水湳機場航空用途正式結束。

## 其他
- 水湳機場IATA代碼為TXG，在民航領域已停用。但旅客若由清泉崗機場入出境，內政部移民署在護照上所蓋的出入境章仍沿用TXG而非RMQ（清泉崗機場之代號）。
- 電影《少年Pi的奇幻漂流》在台灣及印度拍攝，為李安的返鄉之作，許多場景都是在水湳機場拍攝，還搭造了一個長75公尺、寬30公尺、深3公尺的造浪池，耗資新台幣1億5千萬元，能製造數百種浪形。在電影上映後，此造浪池也被台中市政府保存下來，供民眾參觀。

## 歷史

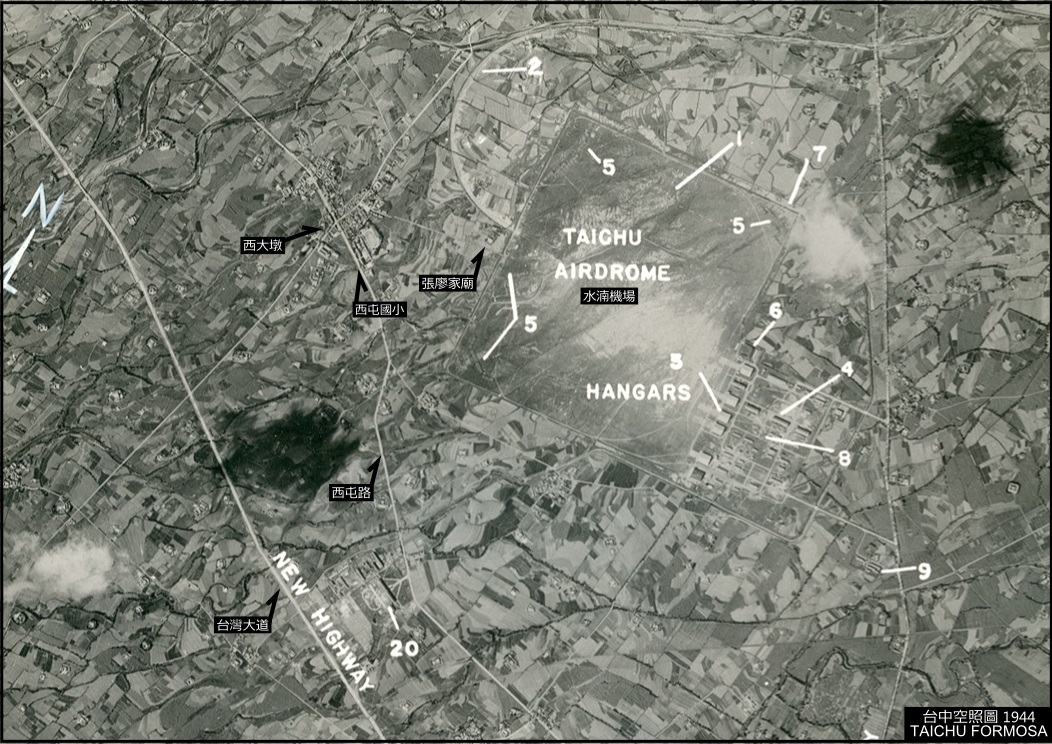
台中西屯1944空照圖

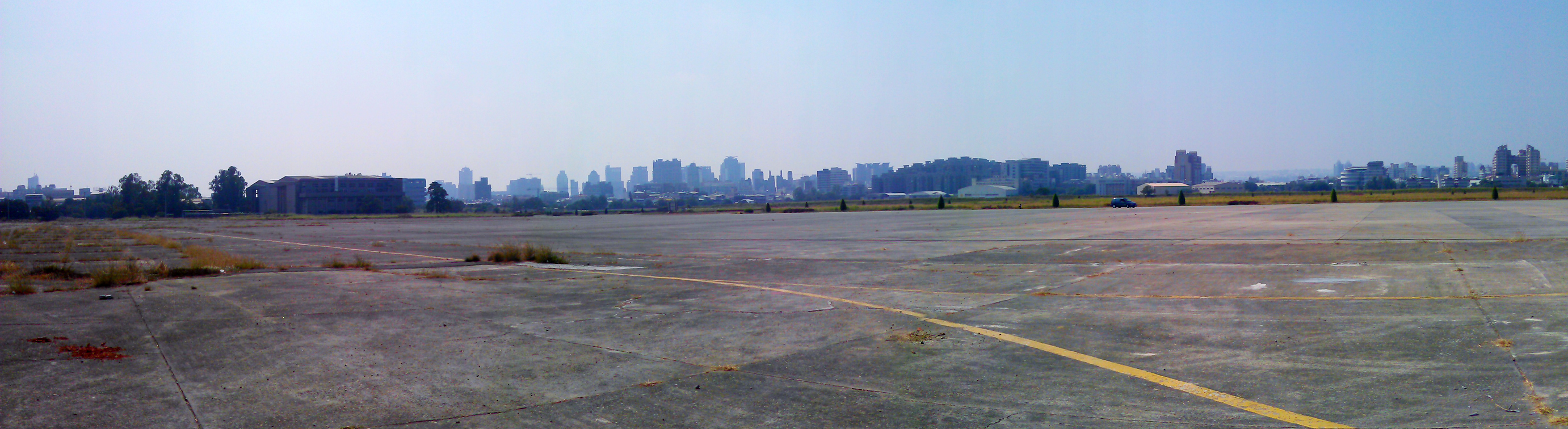
已拆除的水湳機場跑道

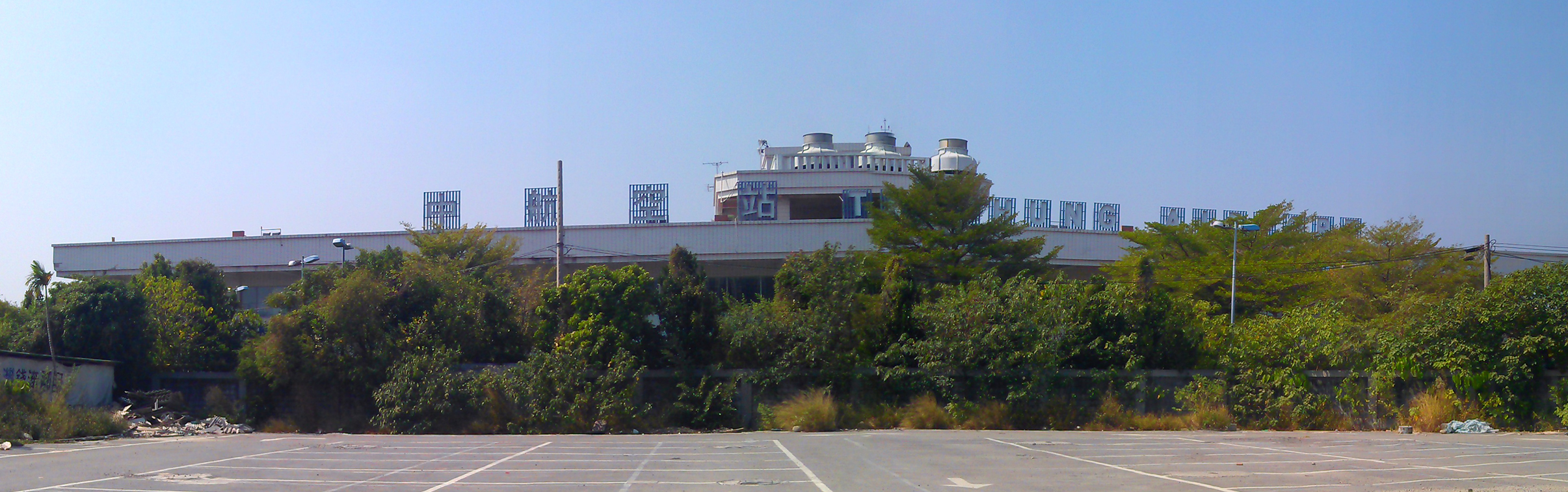
已拆除的水湳臺中航空站

- 2004年3月5日臺中航空站於正式遷至清泉崗，水湳機場的民用部分停止運作。
- 2010年7月24日「中部國際機場第一期發展計畫第一階段工程」於臺中清泉崗機場舉行開工動土典禮。
- 2010年8月對外發布臺灣塔國際競圖，基地位於水湳經貿生態園區。
- 2011年2月21日臺中市政府建設局委由展翊營造有限公司辦理臺中市政府水湳經貿園區區段徵收工程第一標，施工期間自2011年2月22日起至2012年10月13日止

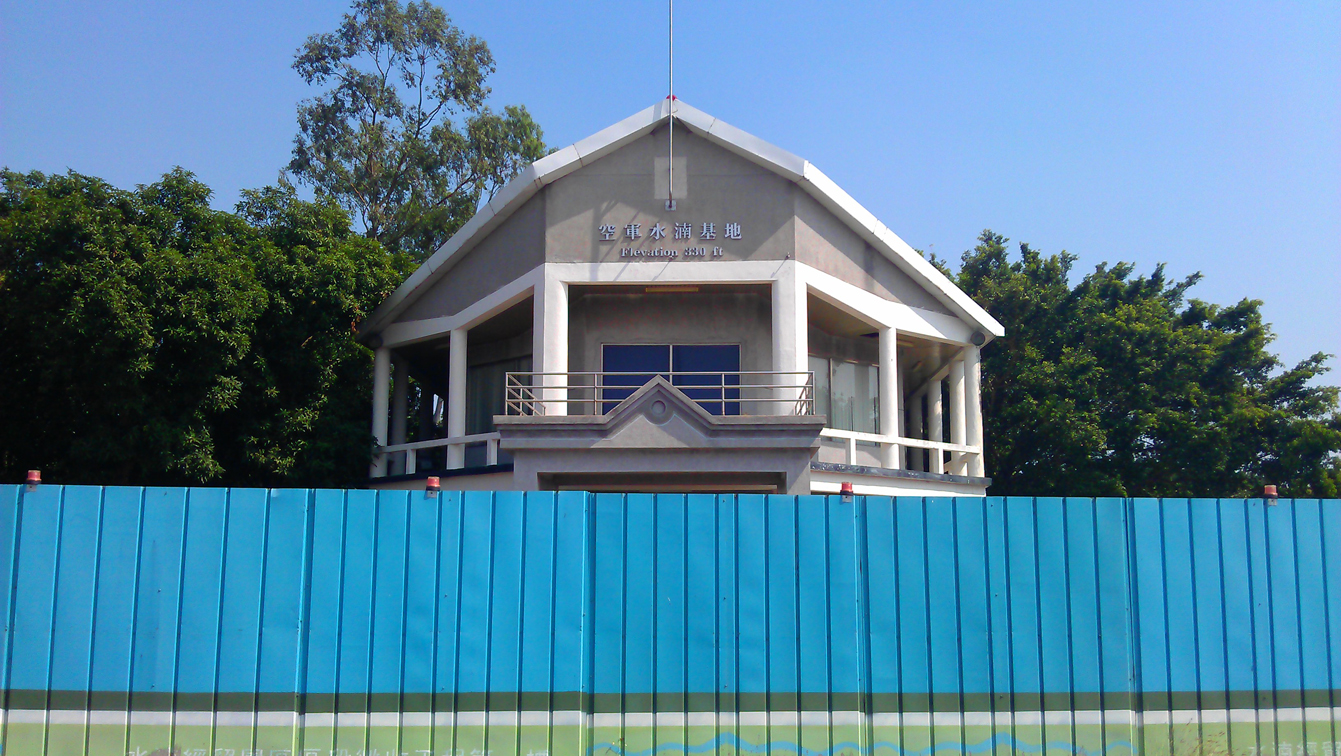
原空軍第二後勤指揮部內建築
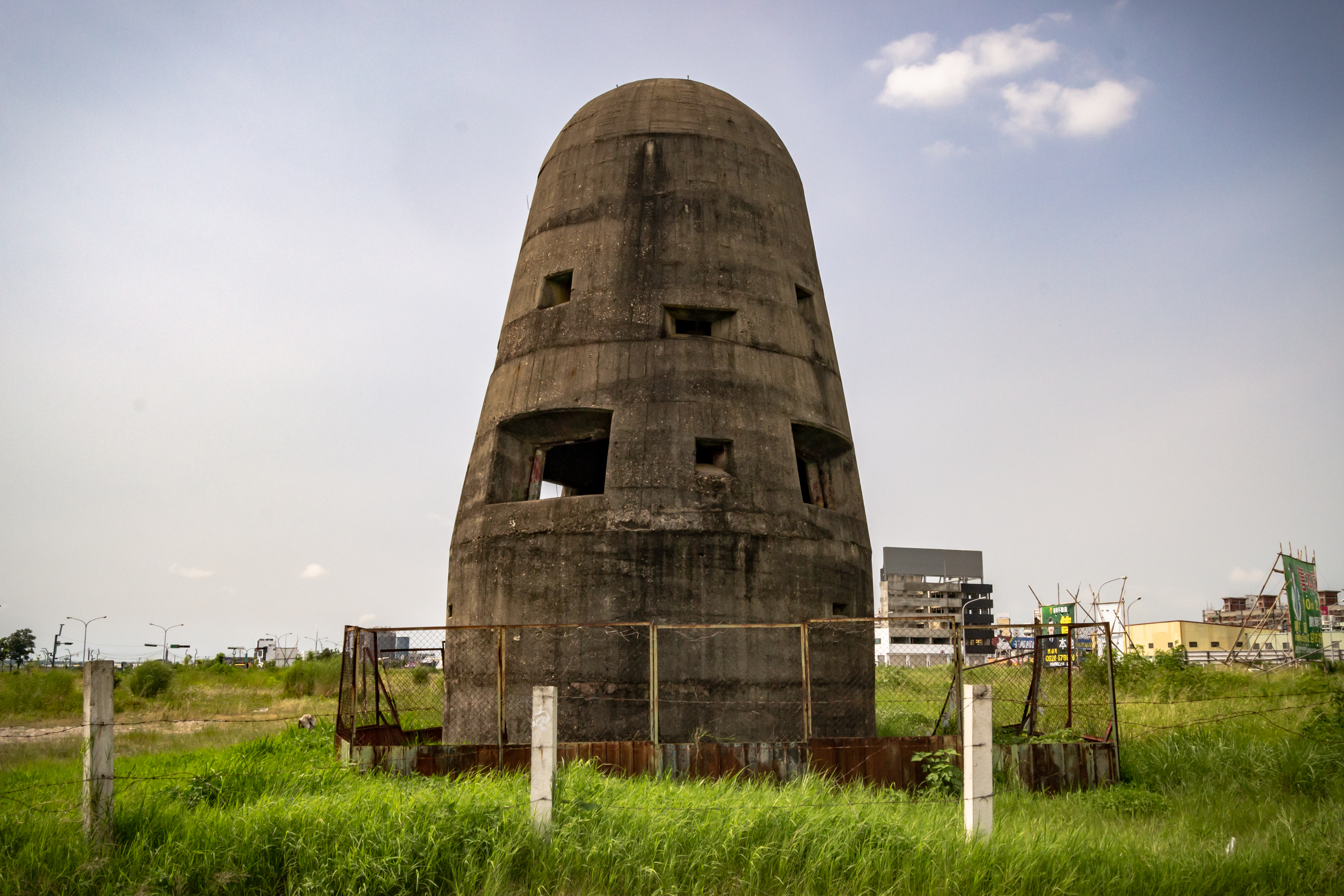
水湳機場碉堡
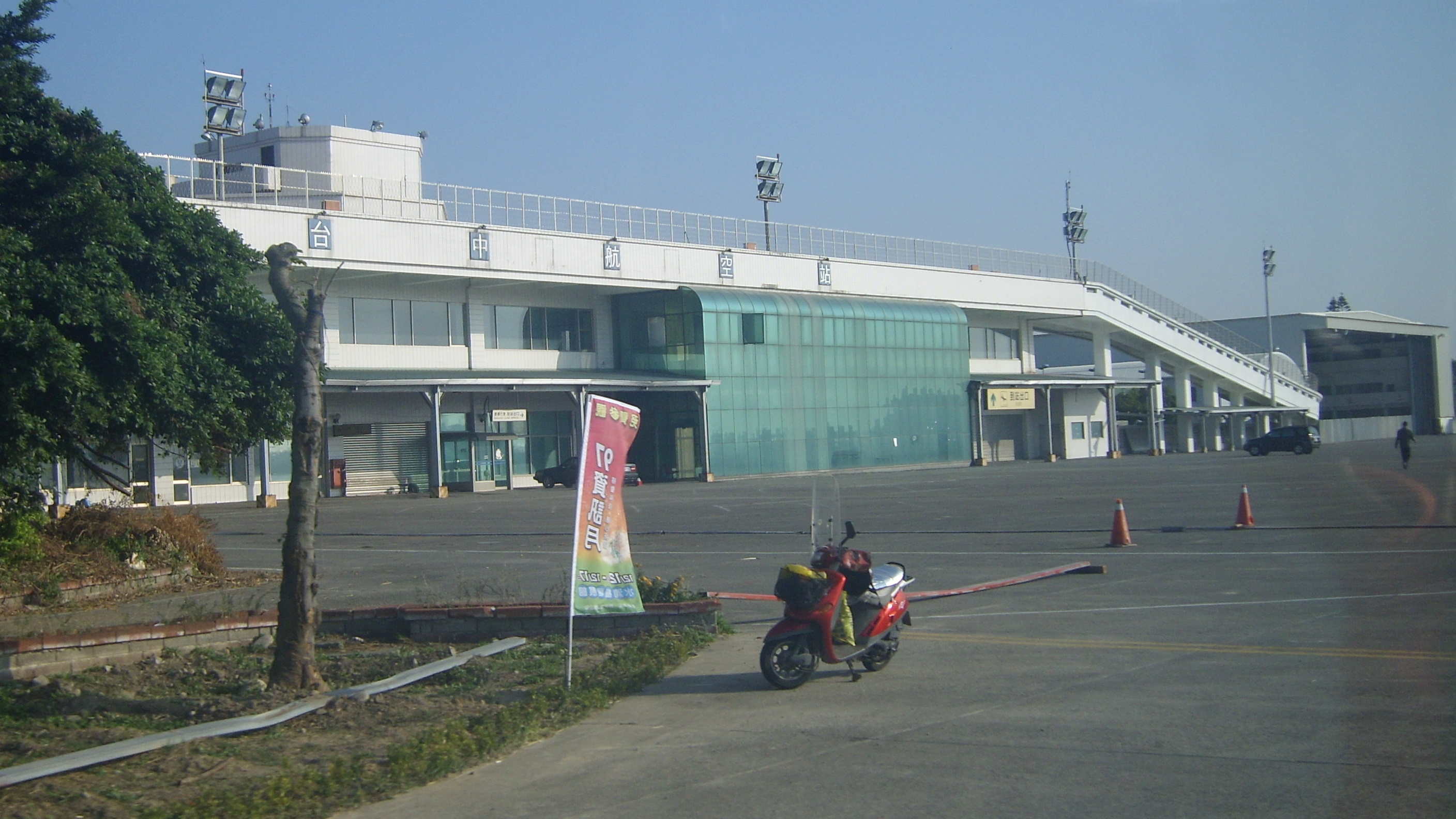
2008年拍攝的舊臺中航空站

## 外部連結
- 臺中市水湳機場原址地區再開發規劃 The Former Taichung Airport Site Redevelopment Planning （页面存档备份，存于）
- 臺中水湳經貿生態園區